# Eublemma lurida
Eublemma lurida is een vlinder van de familie van de spinneruilen (Erebidae). De wetenschappelijke naam van deze soort is voor het eerst voorgesteld door Arnold Pagenstecher in een publicatie uit 1900.
De soort komt voor op de Bismarckarchipel.